# Universel Murad Hassil
De Universel Murad Hassil is een tempel van de Internationale Soefi Beweging in de duinen van Katwijk aan Zee, in de Nederlandse provincie Zuid-Holland. Het is een van de weinige tempels van het universeel soefisme in de wereld. Het gebouw werd ontworpen door de Nederlandse architect S.J. van Embden.

## Geschiedenis
In de zomer van 1922 was de Indiase Hazrat Inayat Khan in Katwijk aan Zee voor een zomerschool bij een van zijn leerlingen. Baron H. Van Tuyll van Serooskerken bezat namelijk een huis aan de Zuidboulevard waar de zomerschool werd georganiseerd. In de zuidduinen van het dorp kreeg Inayat Khan een bijzondere geestelijke ervaring. Daarom verklaarde hij de plaats heilig. In 1947 kocht de gemeente Katwijk het stuk grond, dat ligt tussen de voetbalvelden van Quick Boys en de Noordzee, van de Nederlandse Staat.
Een deel van het orthodox-christelijke Katwijk had bezwaren tegen de komst van de tempel. In de gemeenteraad was er geen meerderheid voor het bouwen van een niet-christelijk heiligdom. Toen de Raad van State anders besliste, ging de gemeenteraad akkoord. Pas in 1969 werd begonnen met de bouw van de tempel. Architect Van Embden beschouwde het als een van zijn beste ontwerpen. De sobere stijl van het eenvoudige vierkante gebouw is die van het zogeheten nieuwe bouwen. Het vierkant staat voor kracht en stabiliteit. De koepel heeft een typisch oosterse vorm. Hij is lichtdoorlatend en kleurt van binnen goud op. Tijdens bijzondere gelegenheden kan een lamp aan de binnenzijde worden geplaatst die maakt dat een goudkleurig licht naar buiten schijnt. 
De hevige storm van 2 april 1973 zorgde ervoor dat de koepel van de tempel bezweek.

## Gebruik
De tempel is een internationaal centrum waar universele erediensten, broederschapdagen en andere bijeenkomsten worden gehouden. Hier vinden ook de jaarlijkse zomerscholen van de Universele Soefibeweging plaats. Bovendien worden er concerten van klassieke muziek gegeven. De grote zaal kent een omvang van 13 bij 13 meter en biedt plaats aan 140 personen. Hier wordt de ruimte mede verlicht door de transparante koepel en de glazen bouwstenen in de muur. Er is tevens een restaurant, een bibliotheek en een meditatiekapel in het gebouw aanwezig.
Vanuit extreemrechtse hoek werd er nogal eens vandalisme gepleegd bij de tempel. Dat kon mede gebeuren door het ontbreken van sociale controle in de buurt. In 1987 mocht er een (woon)huis worden gebouwd op het terrein van de Soefitempel en in 2009 betaalde de gemeente Katwijk mee aan de beveiliging van het gebouw door de omheining rond het terrein te verhogen en door videocamera's aan te brengen.
De grond wordt gepacht van Staatsbosbeheer.